# 33179 Arsènewenger
33179 Arsènewenger è un asteroide della fascia principale. Scoperto nel 1998, presenta un'orbita caratterizzata da un semiasse maggiore pari a 2,6134022 UA e da un'eccentricità di 0,0846597, inclinata di 2,75222° rispetto all'eclittica.